# Rodney Stuckey
Rodney Stuckey (ur. 21 kwietnia 1986 w Kent w stanie Waszyngton) – amerykański koszykarz grający na pozycji rozgrywającego. 
Stuckey zaczął sezon od silnego uderzenia, notując w lidze letniej średnio 32,1 punktu, 5,5 zbiórki i 9,1 asysty na mecz przed kontuzją ręki. W wyniku kontuzji Stuckey musiał opuścić pierwszy miesiąc gry w NBA. Debiut zanotował 21 grudnia 2007 przeciwko Memphis Grizzlies, zdobywając 11 punktów.
Stuckey został wybrany do All-Rookie Second Team za sezon 2007-2008.
23 grudnia 2008 ustanowił swój rekord, zdobywając 40 punktów w wygranym meczu przeciwko Chicago Bulls. W swojej karierze zdobył również 38 punktów, tym razem przeciwko Sacramento Kings.
Stuckey zagrał również w 2009 Rookie Challenge podczas NBA All-Star Weekend.
21 lipca 2014 podpisał kontrakt z Indianą Pacers.
29 marca 2017 został zwolniony przez Indiana Pacers.

## Osiągnięcia
Na podstawie, o ile nie zaznaczono inaczej.
NCAA
- Koszykarz roku konferencji Big Sky (2006)[4]
- Najlepszy pierwszoroczny zawodnik konferencji Big Sky (2006)
- Zaliczony do:
  - I składu:
    - Big Sky (2006, 2007)
    - turnieju Big Sky (2006)

  - II składu dystryktu (2007 przez NABC
- Drużyna Eastern Washington Eagles zastrzegła należący do niego numer 3

NBA
- Zaliczony do:
  - I składu letniej ligi NBA (2007)
  - II składu debiutantów NBA (2007)[5]
- Uczestnik Rising Stars Challenge (2009)
- Zawodnik tygodnia NBA (4.01.2009, 13.12.2009)[6]